# マヌエル・マリン
マヌエル・マリン・ゴンサーレス（Manuel Marín González, 1949年10月21日 - 2017年12月4日）はスペインの政治家。同国代議院議長（2004年 - 2008年）。マリンは長期にわたって欧州委員会委員を務め、自身も委員に任命されていたサンテール委員会の総辞職を受けてマリン暫定委員会の委員長代行に就任した。家族は妻と2人の子どもがいる。

## 若年期から政界入りまで
マリンは1949年10月21日にシウダー・レアルで生まれた。マドリード・コンプルテンセ大学に進学して法学を学び、そこでフランス・ナンシー大学の EC法のディプロマを取得し、またベルギー・ブリュッセルの欧州大学院大学で Advanced European Studies の修士となる。1974年、マリンはスペイン社会労働党に入党し、1977年の下院議員選挙で当選、1979年、1982年にも再選される。これらのことからマリンはヨーロッパ関連の問題に関心を寄せていたことがわかり、下院議員時代には議会の防衛委員会や外交委員会の委員を務め、また党でも外交委員会のスポークスパーソンとなっていた。その後1978年1月1日から1983年4月1日まで欧州評議会議員会議の議員となったほか、党の連邦委員会国際政策担当委員、欧州共同体社会主義政党連合（のちの欧州社会党）の副議長となる。

## 欧州連合における活動
1982年スペイン議会総選挙で社会労働党が勝利したことを受けて、マリンは欧州諸共同体担当大臣として政権に参加し、スペインの欧州諸共同体加盟協議を担うことになった。この加盟協議はスペインがフランコ政権下の独裁体制から純粋な議会民主政に移行したことに対する評価として見られる側面を持っていた。この点について1982年の選挙で社会労働党が勝利したことは国家が政治的に成熟していることを示し、これによりマリンはスペイン国内に対しても、またヨーロッパに対してもスペインの加盟の重要性を示すために必要な政治的な切り札を得たことになった。
協議はうまく進み、スペインは1986年1月1日にポルトガルとともに欧州諸共同体に加盟した。マリンはスペイン出身として初の欧州委員会委員に任命され、要職につくことになった。当時の欧州委員会は規模の大きい国からは2人の委員が任命され、1人は政権党から、もう1人は野党から選ばれることになっていた。マリンは第1次ドロール委員会の副委員長に指名され、社会問題、教育、雇用を担当することになった。これらの分野はマリンが委員会に加わる前年の1985年に発足した第1次ドロール委員会においてはピーター・サザーランドが担当していた。マリンは欧州統合の象徴としてなおも推進されている Erasmus Programme の提唱にあたるなど、数多くの職責を担っていたが、その多くでマリンはスペインの欧州諸共同体への統合に大きく寄与していった。
マリンは1989年から1992年の第2次ドロール委員会でも副委員長に再任されたが、このとき与えられた担当分野はマリンがより関心を持っていた開発協力と共通漁業政策分野であった。両分野は一見かけ離れているように思われるが、実際には関連性があり、欧州諸共同体加盟国の漁業船は伝統的に発展途上国の水域で操業しており、とくにスペインの漁船の多くはそのような水域において漁を行っている。そのような発展途上国との補償協議を行う中で必然的に欧州経済共同体の開発政策が係ってくる。任期期間中マリンはアフリカに対して関心を持つようになり、各地を外遊することになった。
1993年から1994年の第3次ドロール委員会でマリンは開発協力、地中海南岸、ラテンアメリカ、アジア、アフリカ、カリブ海、太平洋諸国（ACP諸国）との対外関係および人道支援を担当することになった。
マリンの欧州委員会での最後の期間は1995年から1999年のサンテール委員会においてであった。従来欧州委員会の副委員長は各委員と加盟国政府が共同で選出していたが、マーストリヒト条約による制度の変更を受けて、委員の互選で選出されることになった。マリンは2つの副委員長のポストを、自身を含めて4人で争い、結果イギリスのレオン・ブリタンに次ぐ票を獲得、フランスのエディット・クレッソン、ドイツのマルティン・バンゲマンを破って副委員長に選出された。担当分野は地中海南岸、中東、ラテンアメリカ、アジア（日本、中国、韓国、香港、マカオ、台湾を除く）諸国との対外関係および人道支援であったが、その任期中、マリンの下で実施された欧州連合の地中海戦略は困難を極め、成果が上がらず不正を指摘する声もあがった。
1998年末、欧州委員会に対する不作為や縁故主義、不正について問責する意見が増加した。委員長ジャック・サンテールは委員会の不信任・解任の動きに抵抗してきたが、1999年1月に独立専門家委員会はサンテール委員会の責任を調査することで合意した。専門家委員会は報告書をまとめ、さまざまな調査結果が挙げられていた中でマリンの責任能力の欠如についても批判しており、これらを受けてサンテール委員会は1999年3月15日に総辞職した。
サンテール委員会の崩壊を受けてもなおマリンの立場は明確なものではなかった。欧州議会ではマリンについて縁故的であると強く批判している。サンテール委員会の総辞職の後、マリンは「マリン暫定委員会」において委員長代行として、新委員会の任命までの期間の業務を善管的に行うこととされた。その後同年9月になってプローディ新委員会が発足した。

## 欧州連合を離れた後の活動
プローディ委員会の発足後、マリンはスペインに戻った。その後2000年スペイン議会総選挙と2004年スペイン議会総選挙ではシウダー・レアル県選挙区から下院議員に立候補して当選しており、2004年の当選後には下院議長に選出されている。またマリンは国際的移住問題に関する世界委員会の委員も務めている。
2017年12月4日にマドリードにて68歳で死去。